# Hermányi Dienes József
Hermányi Dienes József (Olasztelek, 1699. szeptember 26. – Nagyenyed, 1763. április 12.) református lelkész, egyházi író.

## Élete
Apja Székelyföldön volt református prédikátor, így a műveltség alapjait már a szülői házban megszerezte. 1711-től a székelyudvarhelyi kollégiumban, 1718-tól a nagyenyedi főiskolán tanult. Miutn több éven át főúri családoknál nevelősködött, 1728-ban Torockószentgyörgyön lett pap, majd 1735-től haláláig Nagyenyeden szolgált.
Egyházi szónoklataira Erdély szerte felfigyeltek. Népszerű művében az erdélyi élet ellesett jeleneteit örökítette meg, többnyire párbeszédes formában. Érzékletes stílusa barokkos mondatai ellenére sem váltak nehézkessé. Sokat dolgozott, majd másfél száz kötetre való kézirat maradt utána; köztük történelmi és földrajzi művek és franciából és németből való fordítások is, melyek egy részét elsőként 1943-ban György Lajos adta ki Kolozsváron.
Írásai jórészt kéziratban maradtak; a halálakor még 158 kötetből álló irodalmi, teológia, történeti feljegyzései, prédikációi, tanulmányai, német és francia fordításai többségükben elkallódtak. Részletek maradtak fenn önéletírásából, és ismert az erdélyi püspökök életéről szóló műve. Fő műve: A nagyenyedi síró Heraklitus és hol mosolygó hol kacagó Demokritus (részben kiadta György Lajos 1943-ban).

## Műveinek főbb kiadásai
- Hermányi Dienes József emlékirata. Szemelvények; sajtó alá rend. Kelemen Lajos; Minerva, Cluj-Kolozsvár, 1925 (Minerva könyvtár)
- Nagyenyedi síró Heraklitus és hol mosolygó s hol kacagó Demokritus. Kéziratos gyűjtemény 1762-ből, 1-2.; bev., jegyz. György Lajos; Minerva, Kolozsvár, 1943 (Erdélyi ritkaságok)
- Nagyenyedi Demokritus; sajtó alá rend., utószó Klaniczay Tibor; Magvető, Bp., 1960 (Magyar könyvtár)
- Hermányi Dienes József szépprózai munkái; sajtó alá rend., előszó, jegyz. S. Sárdi Margit; Balassi–Akadémiai, Bp., 1992 (Régi magyar prózai emlékek)
- N. Enyedi síró Heráklitus és hol mosolygó s hol kacagó Demokritus. Válogatás; ill. Banga Ferenc, Szemethy Imre; ELTE Historia Litteraria Alapítvány–Képes Próza Tár, Bp., 2002 (Képes próza tár)
- Hermányi Dienes József jegyzetkönyve; sajtó alá rend. S. Sárdi Margit; Attraktor, Máriabesnyő, 2011 (Scriptores rerum Hungaricarum)